# Icon (zespół muzyczny)
Icon – amerykański zespół heavymetalowy założony w 1979 roku (w latach 1979–1981 jako The Schoolboys).

## Historia
Z końcem lat siedemdziesiątych szkolny zespół Driver przekształcił się w The Schoolboys. Pod nowym szyldem zespół w 1980 roku wydał swój pierwszy album EP zatytułowany Singin' and Shoutin'. Brzmienie albumu przypominało twórczość założonego później przez Blackiego Lawlessa zespołu W.A.S.P.
Zespół był znany jedynie w Phoenix. Producent Mike Varney dostrzegł potencjał The Schoolboys i postanowił podpisać z nimi kontrakt. Od tej pory zespół istnieje pod nazwą Icon.

## Dyskografia

### Albumy studyjne
- Icon (1984)
- Night of the Crime (1985)
- An Even More Perfect Union (1987)
- Right Between the Eyes (1989)

## Skład zespołu
- Stephen Clifford – śpiew (1981–1986, 2010-)
- Dan Wexler – gitara (1981–1990, od 2008)
- John Aquillino – gitara (1981–1985, od 2008)
- David Michael Philips – gitara (1981, od 2008), gitara basowa (od 2008)
- Pat Dixon – perkusja (1984–1990, od 2008)

### Byli członkowie zespołu
- Sheldon Tarsha – śpiew (2009-2010)
- Jerry Harrison – śpiew (1986–1990)
- Scott Hammons – śpiew (2008–2009)
- Kevin Stroller – instrumenty klawiszowe (1986–1987)
- Drew Bollmann – gitara (1988–1990)
- Tracy Wallach – gitara basowa (1981–1990)
- John Covington – perkusja (1981–1981)
- David Lauser – perkusja (1990)
- Bruce Stoddard – perkusja (2008)